# Geron australis
Geron australis är en tvåvingeart som beskrevs av Macquart 1840. Geron australis ingår i släktet Geron och familjen svävflugor. Inga underarter finns listade i Catalogue of Life.